# Menken-Landbouw

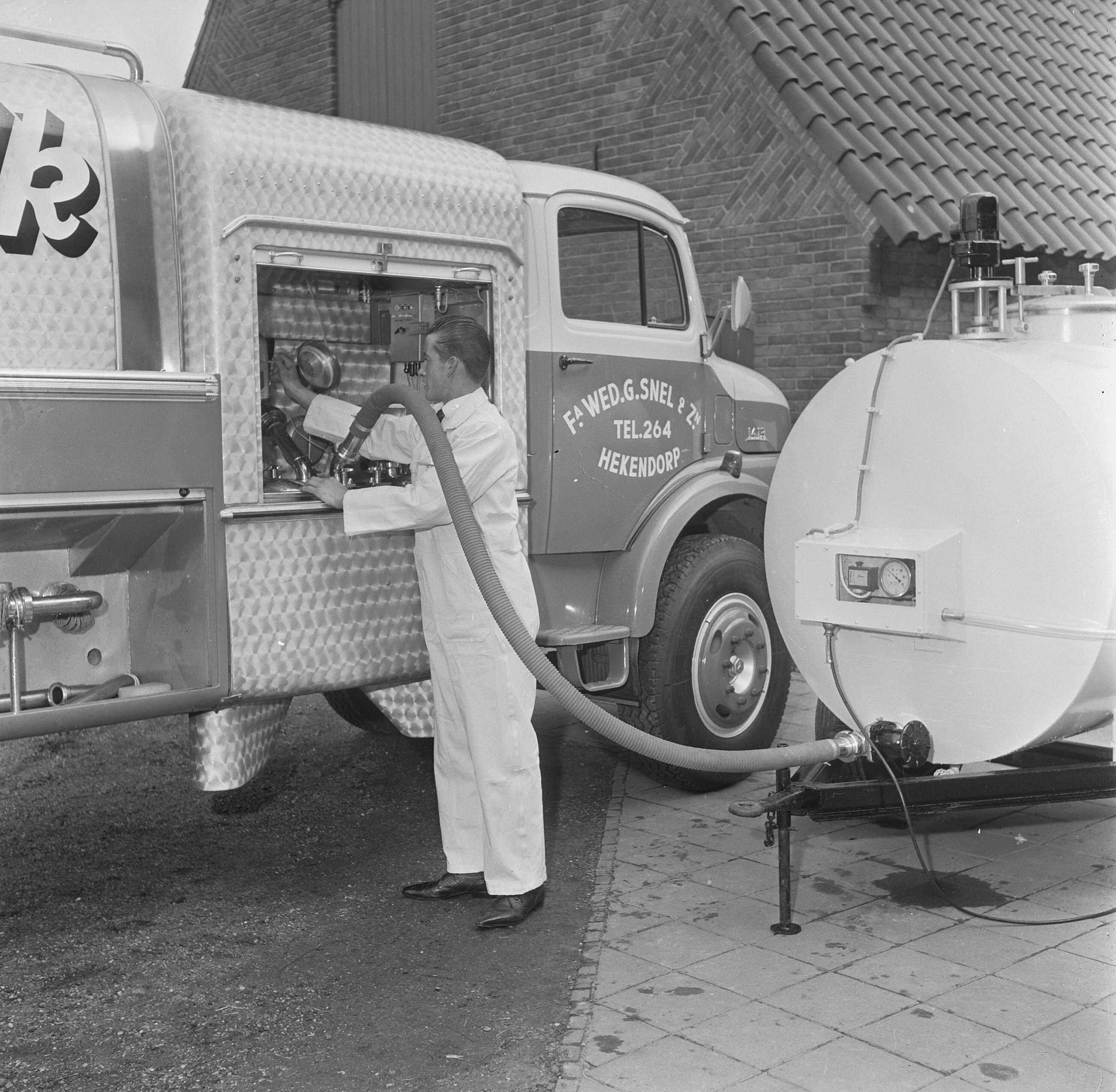
Melkinrichting Menken NV te Wassenaar, nieuw systeem voor transport en conservering melk (1965)

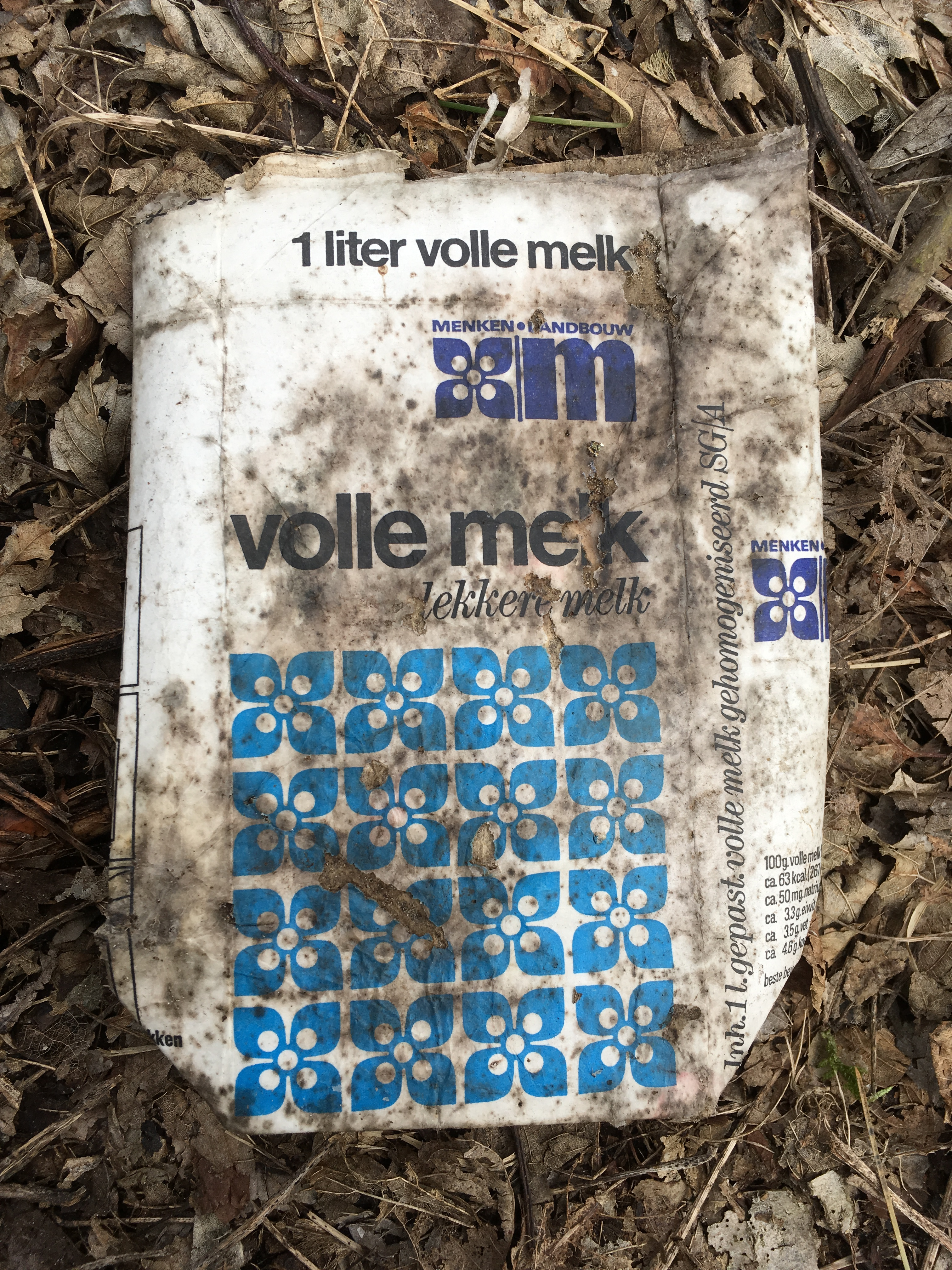
Gebruikte verpakking van 1 liter volle melk van Menken Landbouw.

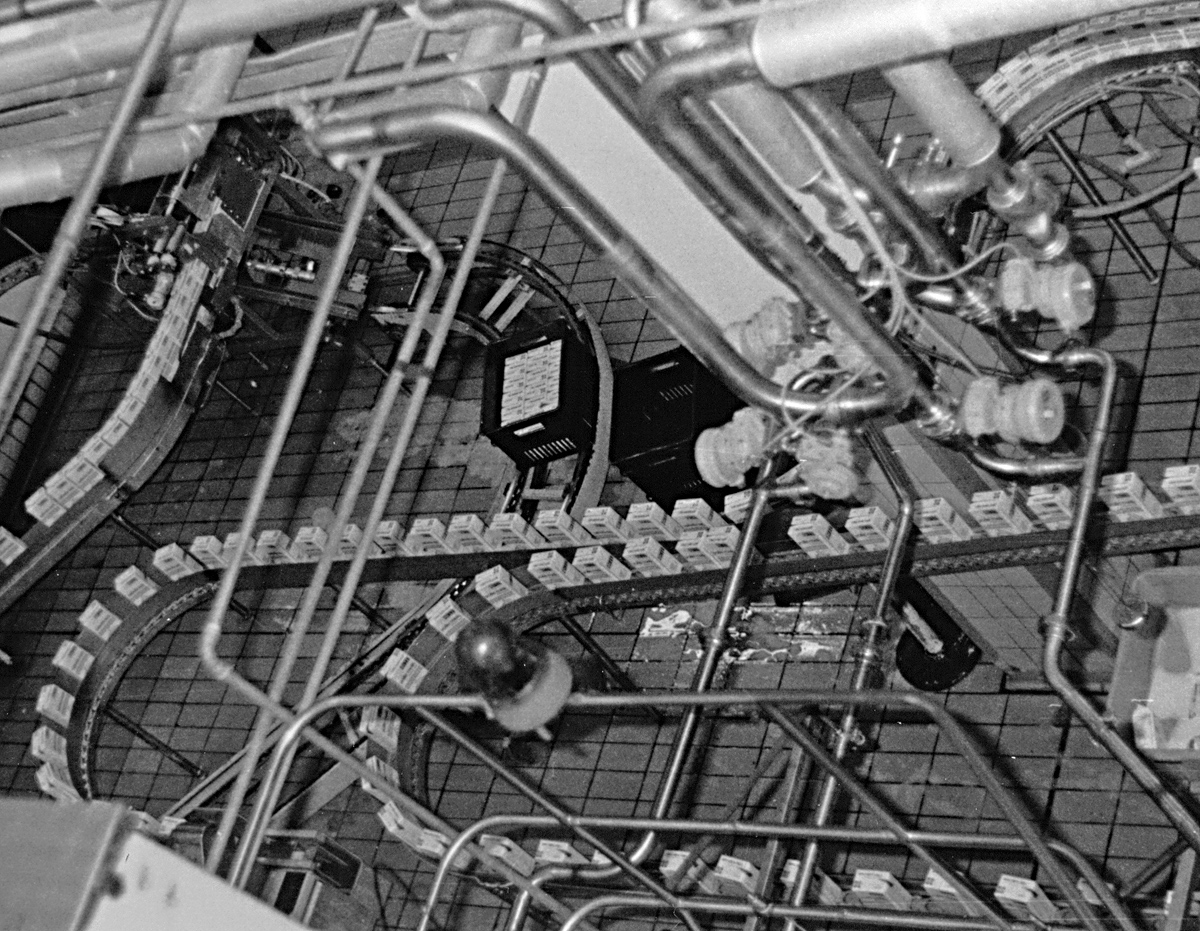
1980 Lopende band

Menken-Landbouw was een holding, ontstaan uit een fusie in 1970 van de bedrijven Menken Melk te Oegstgeest en De Landbouw te Noordwijkerhout, wat leidde tot Menken Landbouw Wassenaar.

## Geschiedenis

### Menken Melk
Menken Melk kent zijn oorsprong in 1925 wanneer er door Leen Menken in Oegstgeest een melkzaak wordt opgericht. Met paard en kar werd in 16 wijken melk geleverd. Door het grote succes van het bedrijf begon Menken met het maken van slagroom, pap en yoghurt. Toen de Tweede Wereldoorlog losbrak volgde het standaardisatiebesluit. De melk moest aan bepaalde eisen voldoen (zoals het vetgehalte) en mocht door melkboeren niet meer rechtstreeks van de melkveehouder worden betrokken. Menken verkreeg in tegenstelling tot collega-concurrenten melkhandelaars een vergunning voor het verwerken van melk. 
Na de oorlog groeide de melkinrichting uit tot een groothandel en nam het achttien concurrenten over. Er volgden nog enkele fusies met andere zuivelbedrijven.
Menken startte ook in de frisdrankenbranche. Het had een Coca-Cola bottelarij in Soest, en de Liko-fabriek in Bodegraven. Het bedrijf telde op dat ogenblik een driehonderdtal werknemers.

### De Landbouw
In 1925 begon Theo Heemskerk als melkman in Noordwijkerhout. Zijn melkinrichting kreeg de naam 'De Landbouw'. Net zoals Menken investeerde De Landbouw doorheen de jaren in de modernste materialen en technologieën voor zijn steeds groeiende bedrijf.

### Fusie Menken-Landbouw
In 1970 fuseerden Menken en De Landbouw. Het nieuw gevormde bedrijf bleef groeien en richtte zich eveneens op de exportmarkt. Het leverde producten aan onder meer het Midden-Oosten en Haïti. 

### Fusie tot Menken van Grieken
In 1988 fuseerde Menken-Landbouw met Van Grieken tot 'Menken Holding', waarbij op de verpakkingen de naam Menken van Grieken verscheen. Melkunie had een aandeel van 40% in de holding. Het familiebedrijf van 'Menken' en van 'Van Grieken' werd in 1998 via een managementbuy-out volledig overgenomen door Campina Melkunie. In Wassenaar was de fabriek ver van de boeren af gelegen midden in het bos gevestigd aan de nog bestaande Menkenlaan. Maar er is niets blijven staan. Op die plaats staat nu verzorgingshuis Johannahuis.

## Werkmaatschappijen
De vijf werkmaatschappijen waaruit de holding (anno 1987) bestond, zijn:
- Menken Landbouw Wassenaar te Wassenaar
- Menken Dairy Food te Oud Gastel (NB)
- Liko Frisdranken B.V. te Bodegraven
- Bottelmaatschappij 't Gooi te Soest
- N.V. Menken te Aartselaar (België) - Dit bedrijf draagt anno 2018 nog steeds de naam Menken NV, weliswaar onder een andere eigenaar.[1]

## Herstart Menken

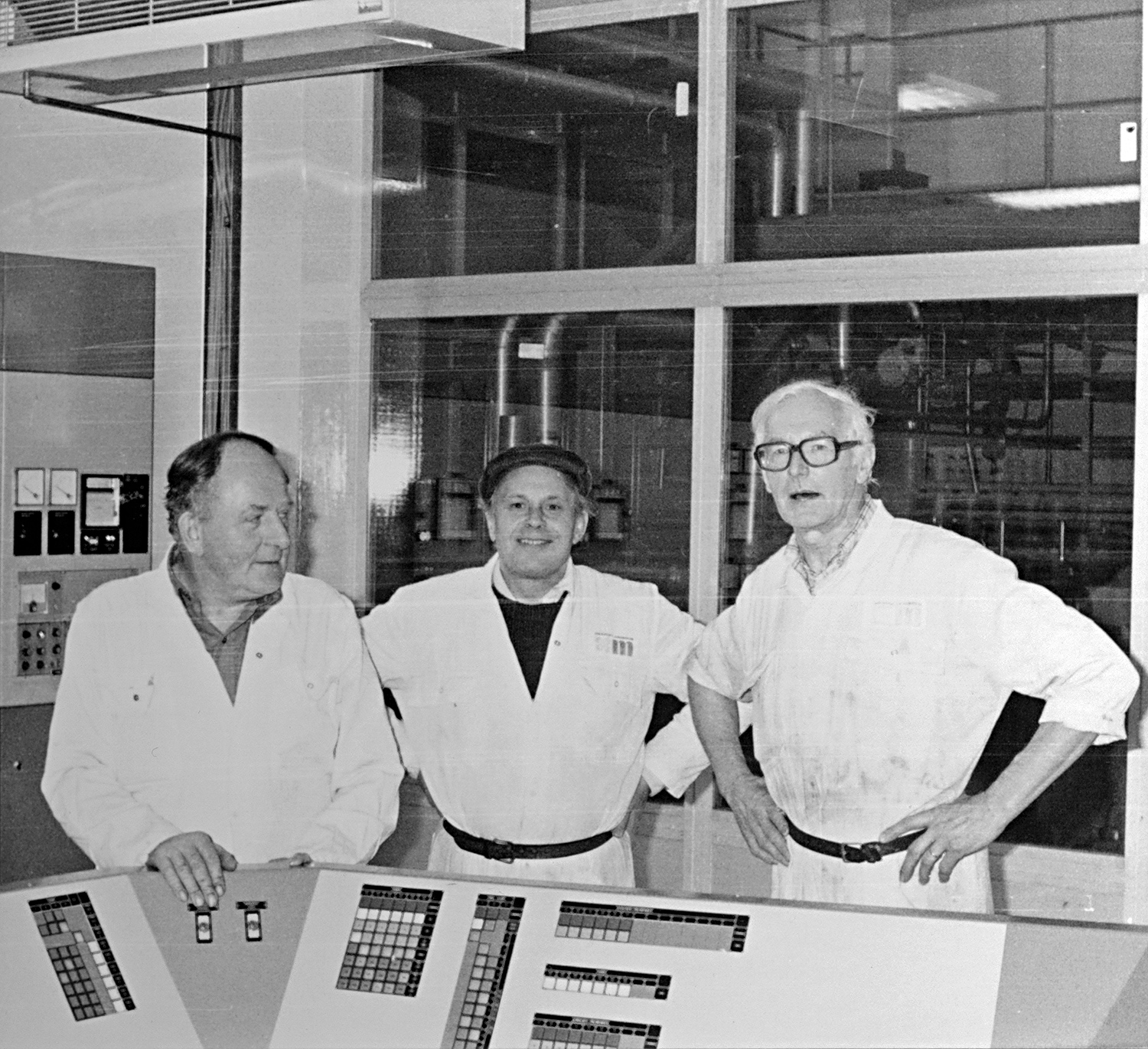
Controle kamer van de fabriek van ML in Wassenaar

In 2018 richtten drie jonge ondernemers uit de vierde generatie van het familiebedrijf Menken opnieuw een zuivelbedrijf op met een fabriek in Molenaarsgraaf. Het streven was de aanvoerlijnen zo kort mogelijk te houden om de versheid van de producten te garanderen. Hiertoe maakt het bedrijf gebruik van een naast de fabriek gelegen melkveebedrijf, dat de melk van 250 koeien direct levert.